# つくってあそぼ
『つくってあそぼ』は、NHK教育テレビジョン→NHK Eテレで1990年4月4日から2013年3月30日まで放送されていた幼稚園・保育園向けの工作番組。5分番組『つくってワクワク』についても記載する。

## 概要
子供にとって造形は「いのちの創造」。そんな造形の魅力を、当番組ではエンターテインメントとして子供達に提示する。
1989年12月18日にパイロット版が放送。
1990年4月4日に『ともだちいっぱい』のゾーンの一番組として放送開始。1995年4月10日より同ゾーン廃止に伴い独立し、そのままの体制で放送が継続された。
当番組は、かつて同局で放送されていた『できるかな』の後継番組として「身近にあるもので工作をする」や「番組の出演者がその工作を使って遊ぶ」というコンセプトを引き継いでいる。
テロップについては、サブタイトルとスタッフロールのみ使用された（番組初期には、冒頭で久保田雅人の名前テロップが表示されていた）。
工作で使用された古新聞で多く使用されたものは、日本経済新聞の株式市況欄である。これは、新聞広告が番組に登場しないように配慮するためである。
開始当初は4:3標準画質で製作されていたが、2005年度からハイビジョン製作を実施した。また、エンドカードもゴロネを追加したものに変更された。
2013年3月30日をもって放送が終了し、23年間の放送に終止符を打った。なお、最終回は過去の放送回を再放送した内容だったが、エンディングでワクワクさんとゴロリから番組終了の告知と感謝のコメントが追加された。後続番組として、『ノージーのひらめき工房』が同年4月3日より放送を開始した。
2023年6月16日からの『Eテレタイムマシン』で後述の「つくってあそぼデラックス」及びゾーン独立後（1995年）の4月・5月の回が4週連続で放送された他、同年11月24日にも「秘宝スペシャル」と題して、後述の「わくわくおじさん」が「ドキドキハウス」とセットで再放送された。

## 放送時間
いずれも日本時間。「（再）」は再放送を表す。

### つくってあそぼ
1990 - 1991年度
水曜 10:30 - 10:45 / 月曜 16:00 - 16:15（再） / 火曜 09:15 - 09:30（再）
1992年度
水曜 10:30 - 10:45 / 月曜 16:25 - 16:40（再） / 火曜 09:15 - 09:30（再）
1993年度
水曜 10:30 - 10:45 / 月曜 16:30 - 16:45（再） / 火曜 09:15 - 09:30（再）
1994年度
水曜 10:30 - 10:45 / 月曜 16:05 - 16:20（再） / 火曜 09:15 - 09:30（再）
1995 - 1996年度
火曜 10:30 - 10:45 / 金曜 16:05 - 16:20（再） / 月曜 09:15 - 09:30（再）
1997 - 2007年度
火曜 10:30 - 10:45 / 月曜 09:15 - 09:30（再）
2008・2010年度
火曜 10:30 - 10:45 / 土曜 07:30 - 07:45（再） / 月曜 09:15 - 09:30（再）
2009年度
火曜 10:30 - 10:45 / 土曜 07:30 - 07:45（再）
2011 - 2012年度
土曜 07:30 - 07:45 / 水曜 15:45 - 16:00（再）

### つくってワクワク
1999 - 2004年度
月曜 - 金曜 16:55 - 17:00
2005年度
月曜 - 水曜 16:55 - 17:00
2006 - 2009年度
月曜 - 水曜 16:45 - 16:50
2010年度
月曜 - 金曜 16:45 - 16:50 / 土曜 17:25 - 17:30
2011 - 2012年度
月曜 - 金曜 16:15 - 16:20

#### 放送時間の年表
2005年度
わたしのきもちミニの放送開始に伴い木曜日・金曜日の放送をそちらに譲っている。
2010年度
わたしのきもちが2009年度いっぱいで終了したことに伴い再び木曜日・金曜日も放送されるようになり、当年度のみ土曜日も放送。

## 放送リスト

### 1993年
| 回数 | タイトル       | 放送日  | 再放送日                      |
| ---- | -------------- | ------- | ----------------------------- |
|      | つみきにペタリ | 9月22日 | 1995年4月10日、1999年10月04日 |

### 1994年
| 回数 | タイトル     | 放送日 | 再放送日      |
| ---- | ------------ | ------ | ------------- |
|      | びりびりじん | 4月4日 | 2006年4月17日 |

### 1998年
| 回数 | タイトル         | 放送日  | 再放送日      |
| ---- | ---------------- | ------- | ------------- |
|      | ふわふわペーパー | 4月21日 | 2006年4月24日 |

### 2005年
| 回数 | タイトル       | 放送日  | 再放送日       |
| ---- | -------------- | ------- | -------------- |
|      | でんしゃとバス | 10月4日 | 2006年04月04日 |

### 2011年
| 回数 | タイトル     | 放送日  | 再放送日                        |
| ---- | ------------ | ------- | ------------------------------- |
|      | とべひこうき | 1月11日 | 1月17日、2013年2月16日、3月30日 |

## 登場人物
ワクワクさん
演 - 久保田雅人
世界をまたにかけて活躍するデザイナー。手先が器用で、色々な工作を発明してしまう。20代後半。一人称は「僕」。
ある日、不思議な列車に乗って、ゴロリンコの丘にたどり着いた。ここでゴロリに出会い、一緒に作って遊んでいるうちに仲良しになったらしい。
放送開始当初はゴロリの家に居候していたのだが、『ともだちいっぱい』終了後は一人暮らしで、工作を楽しんでいる日々を送っている。
前身番組『できるかな』のノッポさんとは対照的に非常におしゃべりで、ゴロリとの会話で盛り上げながら工作をする。
ゴロリにとっては工作の『先生』と見做しているが、作って完成した物を使って遊んでいるゲームや競争に関しては非常に弱く、負けてしまうか、引き分けになる事が多く、滅多に勝てない。
赤い帽子と丸い黒縁眼鏡が特徴。なお、かけている眼鏡はレンズの入っていない伊達眼鏡である。
番組終了後の2014年には『Let's天才てれびくん』にゲスト出演。自身が捨てたセロハンテープが異次元獣に変異してしまい。その異次元獣の怪奇現象に巻き込まれていたがITAISENの活躍で救出され、てれび戦士と茶の間戦士の協力でセロハンテープも元に戻った。
ゴロリ
声 - 中村秀利→酒巻光宏、操演 - 岡部満明→古市次靖
ワクワクさんが住んでいる家の大家の息子。気持ちの優しいクマの男の子。5歳。一人称は「僕」。
工作が得意で、ワクワクさんに教わりながら作って遊ぶのが大好き。ただ、ゲームになると非常に強く、負けるのはごく稀。時にはワクワクさんの先を行っている発想を生み出している事もある。
家族構成は父、母、妹。グレートという名前の犬を飼っている。父は大工さんで、ワクワクさんの家を建てた。
ゴロネ（紙人形）
声 - 小田木美恵
ゴロリの従姉妹(ゴロリの父の弟の娘)で、工作が大好きな女の子。2001年2月20日放送回から登場した。一人称は「私」。
時にはワクワクさんに造形のアイデアを提供している事もあり、かなりの才能の持ち主(?)。

### 制作体制
1本の制作に3日かけている。木曜日に工作の打ち合わせ・リハーサル・練習を行い、久保田がヒダから工作を教わる。金曜日に全体の本読み・立ち稽古を行い、時間内に収まるかを計る。土曜日に本番を行い、スタッフの打ち合わせなども含め、7時間かけて収録していた。その中で3・4回撮影するのは当たり前だった。
また、久保田によると、数か月先に放送される予定の番組を収録することも日常茶飯事で、例えば、まだ9月にも関わらず、クリスマスをテーマとした工作を収録していたことを番組終了後に出演した民放のバラエティ番組にて明かしている。

## わくわくおじさん
1989年7月24日・8月26日に『やっぱりヤンチャー』のゆう兄ちゃん（水島裕）、モンタ、ソラミが、わくわくおじさんのところに遊びに行くという設定の『わくわくおじさん』というパイロット番組が放送されている。久保田が演じた「わくわくおじさん」というキャラクターは、『ともだちいっぱい』としてのパイロット版から「ワクワクさん」に変更された。「わくわくおじさん」の容姿も後の「わくわくさん」とは異なり、メガネが大きく口ひげを生やしていた。テーマ曲も全く異なるものが使われていた。また、ゴロリ、ヤンチャーは登場していない。
前述の通り『Eテレタイムマシン』の11月24日放送分の「秘宝スペシャル」にて、本番組が「ドキドキハウス」（『うたっておどろんぱ SING ALONG! DANCE ALONG!』第2期のパイロット版）とセットで再放送された。

## つくってあそぼデラックス
1995年3月22日 - 23日・1995年5月3日・1995年8月23日・1995年11月3日・1995年12月30日に特別番組として放送。パペットのワクワクさんとゴロリが登場。全編物語になっており、1995年3月23日放送分では迷子になったくらこちゃん（声 - 深雪さなえ）をゴロリとワクワク博士がジェルフィー星へ送るという内容だった。
また、前述の通り『Eテレタイムマシン』の2023年6月16日放送分にて、本番組の1995年3月23日放送回が再放送された。

## つくってワクワク
月曜日から金曜日の夕方に放送されていた5分間の派生番組で、1999年度より放送。内容は基本的に15分版の放送を編集した番組であるが、2008年度にオリジナルのアニメ版が放送されたことがある。他の相違点としてオープニングテーマが異なる他、番組の最後にはワクワクさんとゴロリが「この次も、つくってワクワク!」とコールして終了する。2009年度からの新規収録回ではエンドカードがマイナーチェンジされ、「おわり」のデザインも、白文字からタイトルと同じようなデザインに変更された。こちらも15分版の終了に伴い、2013年3月29日をもって終了した。2020年3月にはサブチャンネルで再放送している。

## 放送リスト

### 2002年
| 回数 | タイトル           | 放送日  | 再放送日                                                                                                   |
| ---- | ------------------ | ------- | --- |
|      | かみをおったら     | 4月19日 | 26日、2006年12月19日、2013年3月25日                                                                        |
|      | くるくるゆうえんち | 5月31日 | 6月7日、2007年1月23日、30日、2010年8月7日、14日、210年8月7日、14日、2012年11月27日、12月4日、2013年3月29日 |
|      | てつぼうめいじん   | 6月13日 | 2012年6月25日、2013年1月7日                                                                                |

### 2003年
| 回数 | タイトル       | 放送日   | 再放送日                          |
| ---- | -------------- | -------- | --------------------------------- |
|      | とびだすカード | 03月13日 | 2012年10月1日、2013年3月4日、11日 |

### 2010年
| 回数 | タイトル         | 放送日  | 再放送日                                   |
| ---- | ---------------- | ------- | ------------------------------------------ |
|      | とことこさるくん | 2月15日 | 22日、2012年12月03日、2013年03月21日、28日 |

## つくってあそぼショー
番組と同時進行で開催されるイベント、会場は日本各地、屋内外を問わない。『いないいないばあっ!ショー』、『まちかどド・レ・ミファミリーコンサート』などと並んで、人気のあるNHKEテレの地方巡業イベントのひとつである。ショーに登場するのはわくわくさんとゴロリ。ゴロリの声は事前収録だが、操演は古市次靖本人である。『まちかどド・レ・ミ』系列の歌のお姉さんが出演することもしばしばあり、ショーは工作のコーナーと歌のコーナーに分けられていることが多い。番組終了後もショーは継続されている。

## テーマソング
- つくってあそぼ - 作詞：長崎武昭 / 作曲：福田和禾子 / 歌：篠原恵美、ワクワクさん、ゴロリ
- つくってワクワク - 作詞：田村洋 / 作曲：福田和禾子 / 歌：ワクワクさん、ゴロリ

## スタッフ
- 構成 - 長崎武昭、小山田満月、朝比奈尚行、渡良瀬淳司
- 音楽 - 井川雅幸、福田和禾子
- 演奏 - 東京室内楽協会
- キャラクターデザイン・造形監修 - ヒダオサム[30]
- 人形制作 - ヒダオサム、劇団カッパ座
- 人形美術 - 光子館
- 人形操演 -  岡部満明、大江健司、佐久間おさむ、高橋弘一、おかの公夫、梶野由紀子、グループジロー
- タイトルアニメーション - 落合由美子、3D → 3D
- 造形制作 - 石崎友紀、平井武人、高山香里、堀川理万子、浅山美里、清水洋秀、中川真由子、小泉摩理枝、梅田憲司、原康平
- 制作・著作 - NHK

## その他
2008年 - 2009年頃に埼玉県を放送対象地域とする独立放送局・テレビ埼玉の自局CMのひとつに、当番組をオマージュした「作っチャオ!」という番組風のCMが放映された。
内容は、「船の胴体を作る」という内容で、パナソニック製のリモコンに粘土をかぶせ、それを船の胴体に見立て、最後に帆をつけて完成し、水を入れたタライの中で浮かべさせるという内容である。なお本来の目的はチャンネルを変えさせないための目的である。スタジオセットや男性出演者の黒縁の伊達メガネ、帽子などは本番組に寄せている。

### ミュージカル
- テレビタイムファミリーステージ99

### 『できるかな』への出演
ワクワクさんとゴロリは、前身にあたる『できるかな』にて無口だったノッポさんが初めて「喋った」ことで有名な最終回に出演。ノッポさん、ゴン太くんと共演し、バトンタッチを行った。